# Louis Camille Maillard

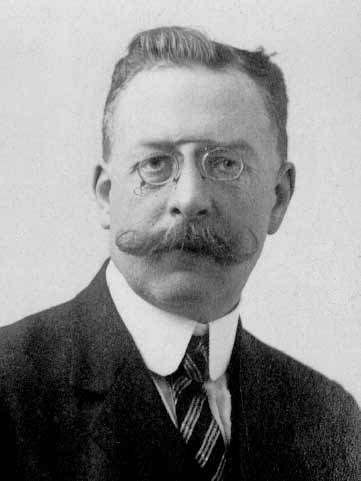
Franse chemicus en arts.

Louis Camille Maillard /maɪˈjɑːr/ (4 februari 1878 – 12 mei 1936) was een Franse arts en chemicus. Hij heeft belangrijke bijdragen geleverd aan de studie naar leverziekten. Louis Camille Maillard is de ontdekker van de "maillardreactie", de chemische reactie die hij beschreef in 1912, waarbij aminozuren en suikers in voedsel reageren met vetten.